# Рэмси, Линн
Линн Рэмси (англ. Lynne Ramsay; род. 5 декабря 1969, Глазго) — британский режиссёр, сценарист, продюсер и оператор.

## Биография
Окончила Национальную школу кино и телевидения в Биконсфилде (Бакингемшир, Англия).
Известна как режиссёр фильмов «Крысолов», «Морверн Каллар», «Что-то не так с Кевином», «Тебя никогда здесь не было». Фильмы Линн Рэмси отмечены тематикой детства и подросткового периода, а также повторяющимися темами горя, вины и смерти и их последствиями. В них мало диалогов и явной сюжетной экспозиции, вместо этого Рэмси использует образы, яркие детали, музыку и звуковой дизайн для создания своих миров. В апреле 2013 года она была выбрана в качестве члена  жюри на Каннском кинофестивале. В 2015 году Рэмси была  членом жюри главного конкурса на фестивале в Венеции.
C 2002 года Линн Рэмси замужем за музыкантом Рори Стюартом Киннером.

## Фильмография
- 1996 — Маленькие смерти / Small Deaths (короткометражный)
- 1997 — Врун / Gasman (короткометражный)
- 1999 — Крысолов / Ratcatcher
- 2002 — Морверн Каллар / Morvern Callar
- 2011 — Что-то не так с Кевином / We Need to Talk About Kevin
- 2012 — Пловец / Swimmer (короткометражный)
- 2017 — Тебя никогда здесь не было / You Were Never Really Here
- TBA — Умри, моя любовь
- TBA — Полярис
- TBA — Каменная подстилка